# Ецелино III да Романо
Ецелино III да Романо (на италиански: Ezzelino III da Romano, Ecelino da Romano, Ezzelino il Tiranno; * 25 април 1194, Онара при Падуа, † септември/октомври 1259, замък Сончино при Кремона) е феодален господар в Марка Тревизо, привърженик на гибелините (на императора). Той е известен като особено жесток.

## Биография
Син е на Ецелино II да Романо († 1235), господар на Басано, и четвъртата му съпруга Аделаида дегли Алберти ди Мангона, от графска фамилия в Тусция, дъщеря на Алберто IV, граф на Магнона при Прато, и на Емилия Гуиди.
От баща си наследява земите в Тревизо. През 1226 г. Ецелино III става подеста на Верона и след 4 години трябва да избяга от града. В тогавашния конфликт на Фридрих II Хоенщауфен с папата и градове в Ломбардия (партията на Гвелфите), Ецелино е на страната на императора (партията на Гибелините). През 1236 г. той завладява владението над Верона и управлява като синьор. Скоро след това той превзема и Виченца. До 1241 г. Ецелино управлява Падуа, Белуно, Фелтре, Тренто и маркграфство Тревизо.
На 23 май 1238 г. той се жени във Верона за Селвагия (1223 – 1244), извънбрачната дъщеря на император Фридрих II. Той помага на императора с войска, който признава неговото самостоятелно управление. Той жестоко преследва противниците си. През 1248 г. папата отлъчва Ецелино и Фридрих II от Църквата.
След смъртта на императора в края на 1250 г. Ецелино продължава с други гибелини борбата против папата. Папа Инокентий IV свиква кръстоносен поход против Ецелино и неговите привърженици и през 1256 г. те завладяват Падуа. През 1258 г. Ецелино завладява Бреша. При нападение против Милано той губи на 27 септември 1259 г. в битката при Касано д'Ада при Сончино. Той е ранен от стрела. По време на бягството му е заловен близо до Бергамо. Не е известно как е умрял.
След смъртта на Ецелино да Романо големият градски съвет избира неговия последовател и сърегент Мастино I делла Скала (син на Якопино делла Скала) за Podestà del Popolo.
Данте го нарича заедно с Обицио д’Есте като кръвожаден тиран в неговата Божествена комедия.